# Élections législatives de 1928 dans les Deux-Sèvres
Les élections législatives de 1928 dans les Deux-Sèvres ont eu lieu les 22 et 29 avril.

## Élus
|   | Circonscription | Député élu       |  | Groupe parlementaire                      |
| - | --------------- | ---------------- |  | ----------------------------------------- |
| 1 | Bressuire       | Émile Taudière   |  | Députés indépendants                      |
| 2 | Melle           | François Albert  |  | Républicain radical et radical-socialiste |
| 3 | 1re de Niort    | André Jouffrault |  | Républicain radical et radical-socialiste |
| 4 | 2e de Niort     | René Richard     |  | Républicain radical et radical-socialiste |
| 5 | Parthenay       | Clovis Macouin   |  | Union républicaine et démocratique        |

## Résultats à l'échelle du département
| Partis         | Partis                                           | Premier tour | Premier tour | Deuxième tour | Deuxième tour | Sièges |
| Partis         | Partis                                           | Voix         | %            | Voix          | %             | Sièges |
| -------------- | ------------------------------------------------ | ------------ | ------------ | ------------- | ------------- | ------ |
|                | Parti républicain, radical et radical-socialiste | 25 422       | 30,51        | 13 945        | 55,93         | 3      |
|                | Fédération républicaine                          | 16 935       | 20,33        |               |               | 1      |
|                | Droite                                           | 14 259       | 17,11        | 1             |               |        |
|                | Section française de l'Internationale ouvrière   | 13 659       | 16,39        | 0             |               |        |
|                | Alliance démocratique                            | 9 906        | 11,89        | 10 987        | 44,07         | 0      |
|                | Parti communiste-SFIC                            | 2 496        | 3,00         |               |               | 0      |
|                | Radicaux indépendants                            | 638          | 0,77         | 0             |               |        |
|                |                                                  |              |              |               |               |        |
| Inscrits       | Inscrits                                         | 98 458       | 100,00       | 30 225        | 100,00        | 5      |
| Votants        | Votants                                          | 85 676       | 87,02        | 25 509        | 84,40         |        |
| Abstention     | Abstention                                       | 12 782       | 12,98        | 4 716         | 15,60         |        |
| Blancs et nuls | Blancs et nuls                                   | 2 361        | 2,76         | 577           | 2,26          |        |
| Exprimés       | Exprimés                                         | 83 315       | 97,24        | 24 932        | 97,74         |        |

## Résultats par arrondissement

### Arrondissement de Bressuire
| Candidats      | Candidats      | Étiquette      | Premier tour | Premier tour |
| Candidats      | Candidats      | Étiquette      | Voix         | %            |
| -------------- | -------------- | -------------- | ------------ | ------------ |
|                | Émile Taudière | Droite         | 14 259       | 67,84        |
|                | Joseph Chacun  | SFIO           | 5 895        | 28,04        |
|                | Guihard        | PC-SFIC        | 866          | 4,12         |
|                |                |                |              |              |
| Inscrits       | Inscrits       | Inscrits       | 25 712       | 100,00       |
| Votants        | Votants        | Votants        | 21 948       | 85,36        |
| Abstention     | Abstention     | Abstention     | 3 764        | 14,64        |
| Blancs et nuls | Blancs et nuls | Blancs et nuls | 928          | 4,23         |
| Exprimés       | Exprimés       | Exprimés       | 21 020       | 95,77        |

### Arrondissement de Melle
| Candidats      | Candidats       | Étiquette      | Premier tour | Premier tour |
| Candidats      | Candidats       | Étiquette      | Voix         | %            |
| -------------- | --------------- | -------------- | ------------ | ------------ |
|                | François Albert | PRRRS          | 8 490        | 51,66        |
|                | Mornet          | FR             | 5 915        | 35,99        |
|                | Goudeau         | SFIO           | 1 660        | 10,10        |
|                | Sitaud          | PC-SFIC        | 368          | 2,24         |
|                |                 |                |              |              |
| Inscrits       | Inscrits        | Inscrits       | 19 817       | 100,00       |
| Votants        | Votants         | Votants        | 16 953       | 85,55        |
| Abstention     | Abstention      | Abstention     | 2 864        | 14,45        |
| Blancs et nuls | Blancs et nuls  | Blancs et nuls | 520          | 3,07         |
| Exprimés       | Exprimés        | Exprimés       | 16 433       | 96,93        |

### Arrondissement de Niort

#### 1recirconscription
| Candidats      | Candidats        | Étiquette      | Premier tour | Premier tour | Deuxième tour | Deuxième tour |
| Candidats      | Candidats        | Étiquette      | Voix         | %            | Voix          | %             |
| -------------- | ---------------- | -------------- | ------------ | ------------ | ------------- | ------------- |
|                | Émile Marot      | AD             | 5 821        | 41,93        | 6 041         | 44,15         |
|                | André Jouffrault | PRRRS          | 5 055        | 36,41        | 7 643         | 55,85         |
|                | Gout             | SFIO           | 2 545        | 18,33        |               |               |
|                | Lacroix          | PC-SFIC        | 461          | 3,32         |               |               |
|                |                  |                |              |              |               |               |
| Inscrits       | Inscrits         | Inscrits       | 16 598       | 100,00       | 16 608        | 100,00        |
| Votants        | Votants          | Votants        | 14 286       | 86,07        | 13 985        | 84,21         |
| Abstention     | Abstention       | Abstention     | 2 312        | 13,93        | 2 623         | 15,79         |
| Blancs et nuls | Blancs et nuls   | Blancs et nuls | 404          | 2,83         | 301           | 2,15          |
| Exprimés       | Exprimés         | Exprimés       | 13 882       | 97,17        | 13 684        | 97,85         |

#### 2ecirconscription
| Candidats      | Candidats      | Étiquette           | Premier tour | Premier tour | Deuxième tour | Deuxième tour |
| Candidats      | Candidats      | Étiquette           | Voix         | %            | Voix          | %             |
| -------------- | -------------- | ------------------- | ------------ | ------------ | ------------- | ------------- |
|                | René Richard   | PRRRS               | 4 086        | 35,57        | 6 302         | 56,03         |
|                | Boinot         | AD                  | 4 085        | 35,57        | 4 946         | 43,97         |
|                | Blum           | SFIO                | 2 105        | 18,33        |               |               |
|                | Lafon          | Radical indépendant | 638          | 5,55         |               |               |
|                | Rivière        | PC-SFIC             | 572          | 4,98         |               |               |
|                |                |                     |              |              |               |               |
| Inscrits       | Inscrits       | Inscrits            | 13 616       | 100,00       | 13 617        | 100,00        |
| Votants        | Votants        | Votants             | 11 694       | 85,88        | 11 524        | 84,63         |
| Abstention     | Abstention     | Abstention          | 1 922        | 14,12        | 2 093         | 15,37         |
| Blancs et nuls | Blancs et nuls | Blancs et nuls      | 208          | 1,78         | 276           | 2,40          |
| Exprimés       | Exprimés       | Exprimés            | 11 486       | 98,22        | 11 248        | 97,60         |

### Arrondissement de Parthenay
| Candidats      | Candidats       | Étiquette      | Premier tour | Premier tour |
| Candidats      | Candidats       | Étiquette      | Voix         | %            |
| -------------- | --------------- | -------------- | ------------ | ------------ |
|                | Clovis Macouin  | FR             | 11 020       | 53,77        |
|                | Louis Demellier | PRRRS          | 7 791        | 38,02        |
|                | Picard          | SFIO           | 1 454        | 7,09         |
|                | Larcher         | PC-SFIC        | 229          | 1,12         |
|                |                 |                |              |              |
| Inscrits       | Inscrits        | Inscrits       | 22 715       | 100,00       |
| Votants        | Votants         | Votants        | 20 795       | 91,55        |
| Abstention     | Abstention      | Abstention     | 1 920        | 8,45         |
| Blancs et nuls | Blancs et nuls  | Blancs et nuls | 301          | 1,45         |
| Exprimés       | Exprimés        | Exprimés       | 20 494       | 98,55        |